# Gunnar Helsengreen
Gunnar Helsengreen (26 de enero de 1880 – 14 de octubre de 1939) fue un actor y director cinematográfico de nacionalidad danesa, activo principalmente en la época del cine mudo.

## Biografía
Su nombre completo era Gunnar Frederik Albert Helsengreen, y nació en Aarhus, Dinamarca, siendo sus padres Albert Helsengreen y Agnes Hou. Debutó como actor en la compañía teatral de su padre, con la que realizó una gira por Dinamarca. En 1904 trabajó para el Frederiksberg Teater, y luego para el Aarhus Teater (1908-1912), el Det Ny Teater (1912-1914) y el Casino Teater (1914-1920). En 1920-1921 volvió a la compañía paterna, donde actuó junto a su esposa. Entre 1923 y 1937 trabajó en diversos teatros provinciales, así como en el Casino y el Det ny Teater. 
Debutó en el cine en 1909 trabajando para la compañía Fotorama en Aarhus, y al siguiente año ya escribía guiones y dirigía para el estudio. A partir de 1913 también fue contratado por otras productoras danesas, como Nordisk Film y Kinografen en Copenhague, y Dansk filmfabrik en Aarhus. Únicamente actuó en una película sonora, Champagnegaloppen, (1938).
Gunnar Helsengreen falleció a causa de un paro cardiaco en el año 1939, durante una actuación como invitado en el Odense Folketeater.  Fue enterrado en el Cementerio Hellerup. Había estado casado con Martha Helsengreen, y era padre de Betty Helsengreen y 'Mulle' Helsengreen.

## Filmografía

### Actor
- 1909 : Den lille Hornblæser, de Eduard Schnedler-Sørensen
- 1910 : I Bondefangerkløer, de Johannes Pedersen
- 1910 : Den hvide slavehandel, de Alfred Cohn
- 1910 : Holger Danske, de Eduard Schnedler-Sørensen
- 1911 : Mormonbyens Blomst
- 1911 : Den sorte drøm, de Urban Gad
- 1911 : Dommeren
- 1911 : Under Vesterbros Glødelamper, de Ernst Munkeboe
- 1912 : Pro forma
- 1912 : Menneskejægere
- 1913 : Karnevallets Hemmelighed, de Leo Tscherning
- 1913 : Bøffen og Bananen
- 1913 : Fæstningsspioner
- 1913 : Haanden, der griber
- 1914 : Letsind
- 1915 : Sexton Blake
- 1915 : Zirli
- 1915 : Skildpadden, de Laurids Skands
- 1915 : Lidenskabens Magt
- 1915 : Fattig og rig
- 1915 : Slør-Danserinden, de Rino Lupo
- 1918 : Retten sejrer, de Holger-Madsen
- 1938 : Champagnegaloppen, de George Schnéevoigt

### Director
- 1910 : Elverhøj
- 1910 : Ambrosius
- 1910 : Ansigtstyven
- 1910 : Greven af Luxemburg
- 1910 : Valdemar Sejr
- 1911 : En hjemløs Fugl
- 1911 : Venus
- 1911 : En Helt fra 64
- 1914 : I Dødens Brudeslør
- 1914 : Proletargeniet
- 1915 : Sexton Blake
- 1915 : Menneskeskæbner
- 1915 : Elskovs Tornevej

### Guionista
- 1910 : Valdemar Sejr (también dirección)
- 1910 : Kapergasten